# Bob Schul
Robert Keyser Schul, detto Bob (West Milton, 28 settembre 1937 – Middletown, 16 giugno 2024), è stato un mezzofondista statunitense, medaglia d'oro nei 5000 metri piani ai Giochi olimpici di Tokyo nel 1964.

## Palmarès
| Anno | Manifestazione      | Sede      | Evento       | Risultato | Prestazione | Note |
| ---- | ------------------- | --------- | ------------ | --------- | ----------- | ---- |
| 1963 | Giochi panamericani | San Paolo | 5000 m piani | Bronzo    | 14'29"21    |      |
| 1964 | Giochi olimpici     | Tokyo     | 5000 m piani | Oro       | 13'48"8     |      |

## Campionati nazionali
1961
- Bronzo ai campionati statunitensi, 3000 m siepi - 8'53"6

1964
- Oro ai campionati statunitensi, 5000 m - 13'54"2

1965
- Oro ai campionati statunitensi, 3 miglia - 13'10"4

1968
- 5º ai campionati statunitensi, 5000 m piani - 14'01"2